# Alpine A110 (2017)
De Alpine A110 is een sportauto van het hergelanceerde Franse merk Alpine. Het is het eerste model in lange tijd en een moderne versie van de oorspronkelijke Alpine A110. 

## Geschiedenis
De originele Alpine A110 is het bekendste model van het roemruchte Alpine uit de jaren 60 en 70. Deze auto wordt gekenmerkt door hoe licht hij is (zo'n 700 kg) en dat de motor achterin ligt. De motoren waren viercilinders variërend van 956 cc tot 1647 cc en van 55 tot 140 pk. Het merk, dat altijd dicht bij Renault had gestaan, stopte in 1995 met auto's maken. 
In 2007 kondigde Renault aan sportauto's te willen gaan bouwen en dat het Alpine merk daarvoor zou worden gebruikt. De crisis van 2008 zorgde er echter voor dat deze plannen bevroren werden. 
In mei 2012, 50 jaar nadat de productie van de A110 was begonnen, kwam Renault met een concept: de Renault Alpine A110-50. Er lag een 3,5 liter V6 in het midden en hij had een 6-bak. Hoewel deze nog een Renault logo had, luidde het de introductie van het nieuwe Alpine in. In november datzelfde jaar begonnen Renault en Caterham een joint venture genaamd Société des Automobiles Alpine Caterham. Hieruit zouden sportauto's onder de namen Alpine (voor Renault) en Caterham (voor Caterham) komen vanaf 2016. In 2015 kwam er weer een concept, de Alpine Celebration. Deze had alleen Alpine erop staan en leek al veel op de uiteindelijke A110. Ook kwam er een Alpine Vision Gran Turismo voor het racespel Gran Turismo 6. In februari 2016 kwam een concept dat dicht bij de productieversie aanlag, de Alpine Vision, en werd aangekondigd dat Alpine als merk in 2017 zal terugkeren.
Op 28 februari 2017 verschenen de eerste foto's en de A110 beleefde zijn publieksdebuut op het Autosalon van Geneve in 2017. Net als de vorige modellen wordt ook deze nieuwe A110 gebouwd in de fabriek van Alpine in Dieppe. In juni 2019 werd de krachtigere A110 S gepresenteerd.
In november 2021 kreeg de A110 een update en was de wagen voortaan leverbaar in drie versies: de standaard A110, de luxueuze A110 GT en de sportieve A110 S.

## Uiterlijk
De A110 heeft een retro styling, het is een moderne interpretatie van de oude auto. De basislijnen komen overeen, maar de auto is een stuk breder en langer en duidelijk moderner. Aan de voorkant zijn de ronde mistlampen opnieuw in de bumper geplaatst, maar in tegenstelling tot de oude A110 zijn het er twee in plaats van vier. Daaronder is een lage moderne bumper te zien waarop Alpine staat, op dezelfde plek als bij de oude. De achterkant verschilt iets meer en er is een grote diffuser te zien. Deze geeft genoeg downforce op hoge snelheid, zodat er geen spoiler nodig was.

## Technisch
De A110 heeft dezelfde 1,8 liter grote turboviercilinder als de Mégane RS, maar dan met 252 pk en 320 Nm. De motor ligt hier niet achterin, maar in het midden. Ondanks dat gewichtsbesparing een belangrijk punt was bij de ontwikkeling van de A110 is er gekozen voor een automaat met dubbele koppeling, met zeven versnellingen. Het vermogen komt bij 6000 tpm vrij en wordt naar de achterwielen gestuurd. De sprint naar 100 km/u duur 4,5 seconden en de topsnelheid bedraagt 250 km/u. De carrosserie is geheel van aluminium. Aanvankelijk waren er plannen om koolstofvezel te gebruiken, maar dit werd te duur bevonden. Hierdoor werd het beoogde gewicht van minder dan 1000 kg niet behaald, de A110 weegt 1080 kg.
De krachtigere A110 S uit 2019 heeft een 1,8 liter vier-in-lijn turbomotor van 292 pk. Verder beschikt de wagen onder andere over een stuggere vering, een verlaagde ophanging en carbon keramische remmen.
Eind 2021 werd het aanbod herzien en kregen de wagens naast meer vermogen ook een nieuw infotainmentsysteem met ondersteuning voor Apple CarPlay en Android Auto. De basisversie van de A110 wordt nog steeds aangedreven door de standaard 1,8-liter turbomotor met 252 pk. De luxueuze A110 GT heeft de motor van de vroegere S-versie gekregen, maar dan opgevoerd tot 300 pk. Het interieur is met leer bekleed en bevat zesvoudig verstelbare zetels. De sportieve A110 S heeft dezelfde motor als de GT, maar het onderstel is meer afgestemd op het gebruik op circuit en het interieur is uitgerust met kuipzetels die voorzien kunnen worden van een raceharnas. Optioneel kan de A110 S ook geleverd worden met een aerodynamisch pakket in carbon, inclusief achterspoiler.
| Type    | Motor     | Motor     | Motor         | Motor  | Topsnelheid | Acceleratie (0-100 km/u) | CO2-emissie | Jaartal   |
| Type    | Inhoud    | Cilinders | Vermogen      | Koppel | Topsnelheid | Acceleratie (0-100 km/u) | CO2-emissie | Jaartal   |
| ------- | --------- | --------- | ------------- | ------ | ----------- | ------------------------ | ----------- | --------- |
| A110    | 1.798 cm³ | L4 turbo  | 185 kW/252 pk | 320 Nm | 250 km/u    | 4,5 s                    | 138 g/km    | 2017-2021 |
| A110 S  | 1.798 cm³ | L4 turbo  | 215 kW/292 pk | 320 Nm | 260 km/u    | 4,4 s                    | 147 g/km    | 2019-2021 |
| A110    | 1.798 cm³ | L4 turbo  | 185 kW/252 pk | 320 Nm | 250 km/u    | 4,5 s                    | 152 g/km    | 2021-     |
| A110 GT | 1.798 cm³ | L4 turbo  | 221 kW/300 pk | 340 Nm | 260 km/u    | 4,2 s                    | 154 g/km    | 2021-     |
| A110 S  | 1.798 cm³ | L4 turbo  | 221 kW/300 pk | 340 Nm | 260 km/u    | 4,2 s                    | 157 g/km    | 2021-     |

## Fotogalerij

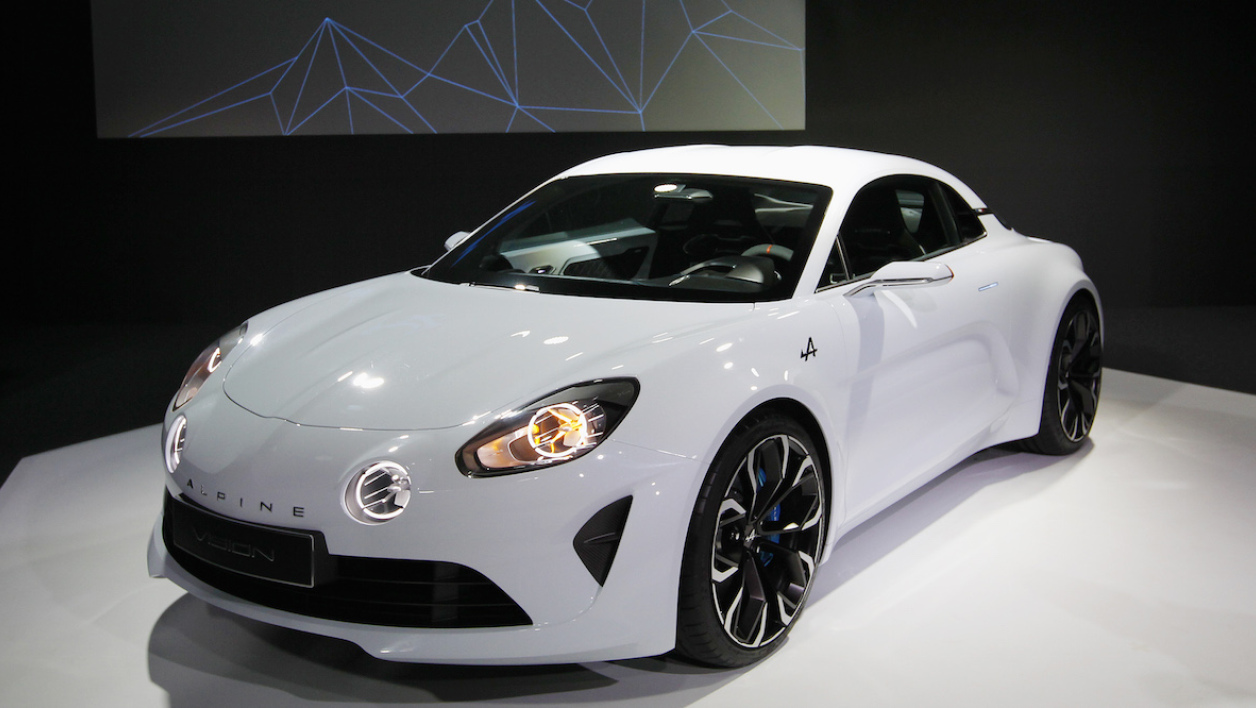
Alpine Vision conceptwagen
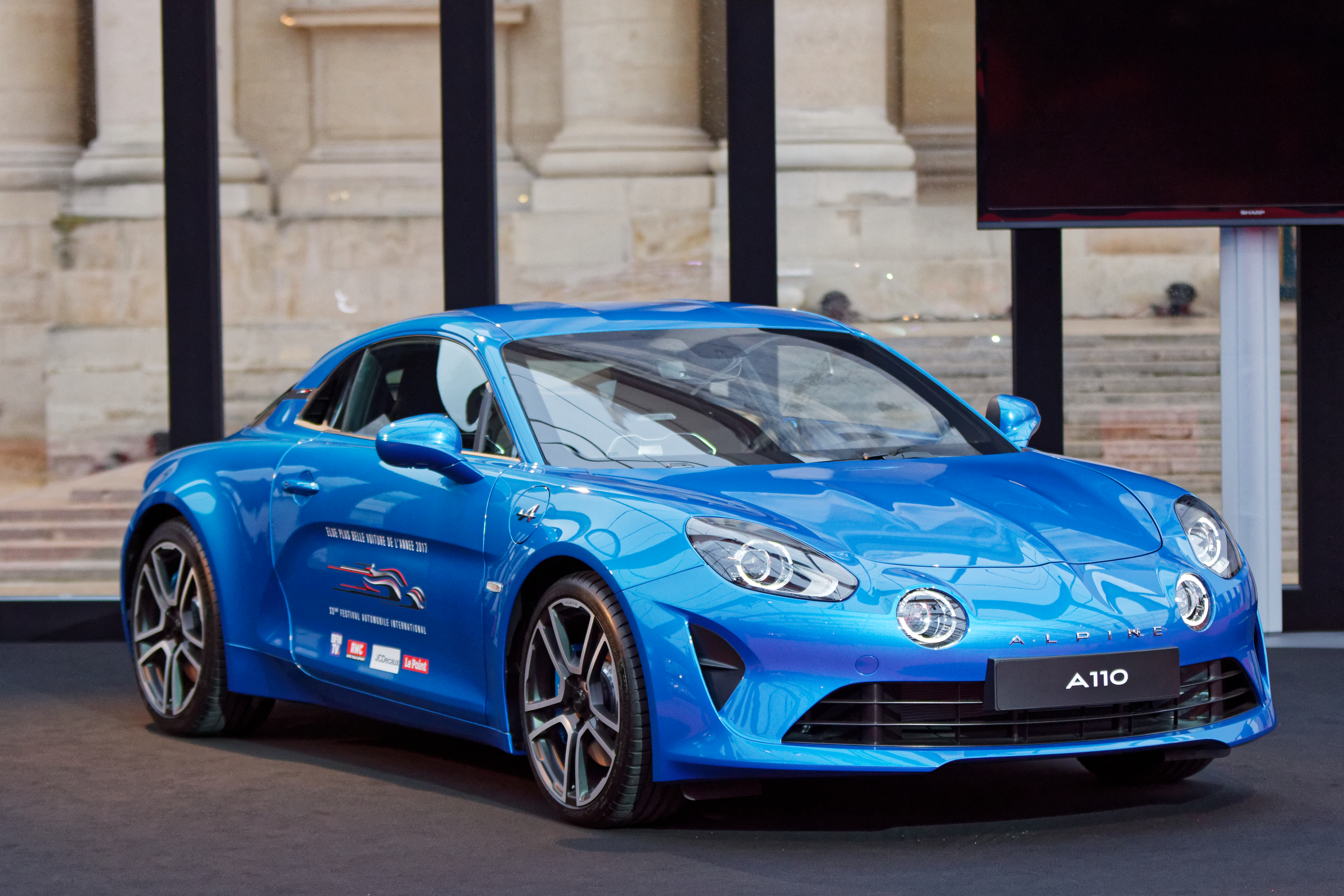
Alpine A110
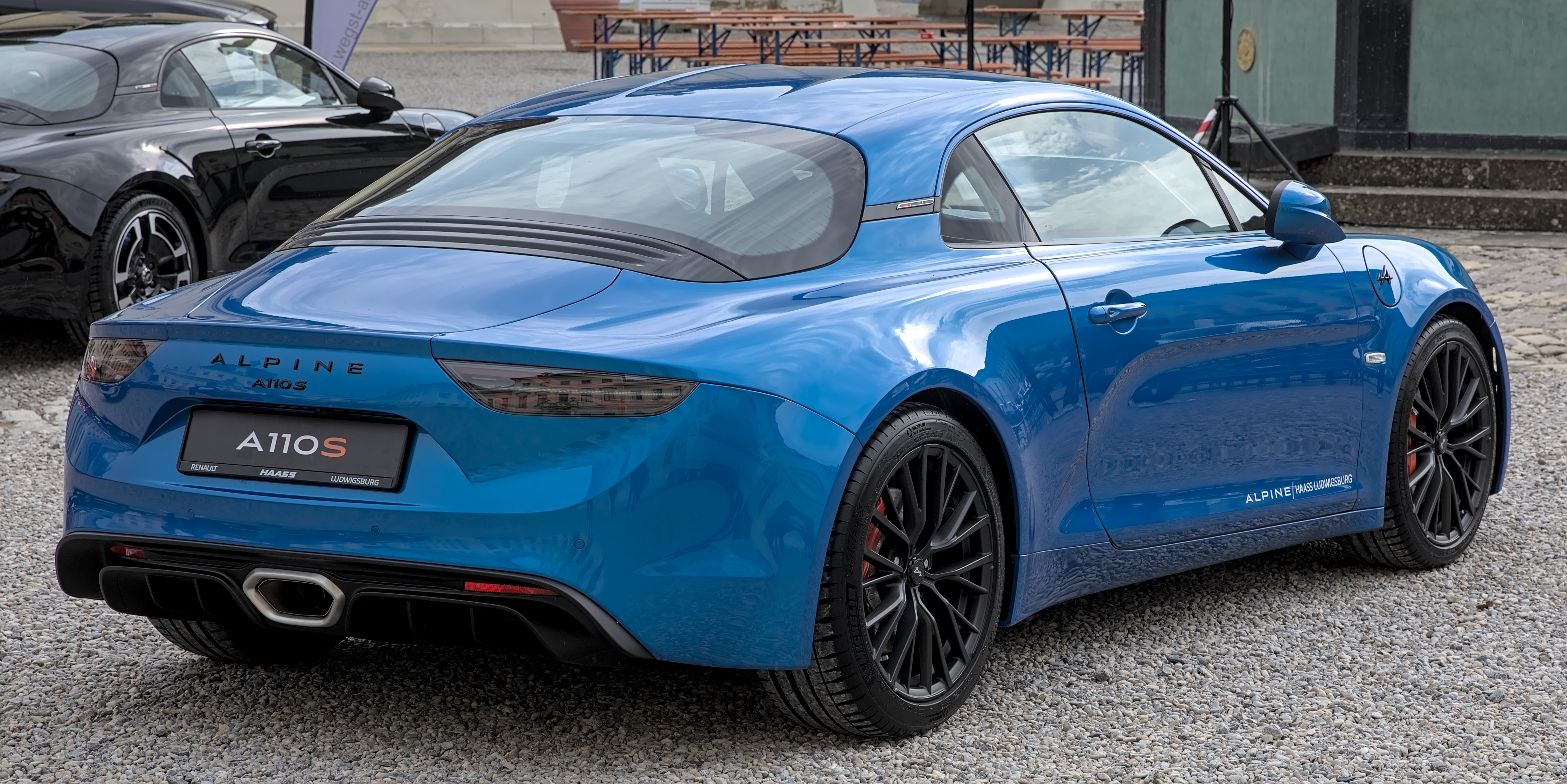
Alpine A110, achteraanzicht
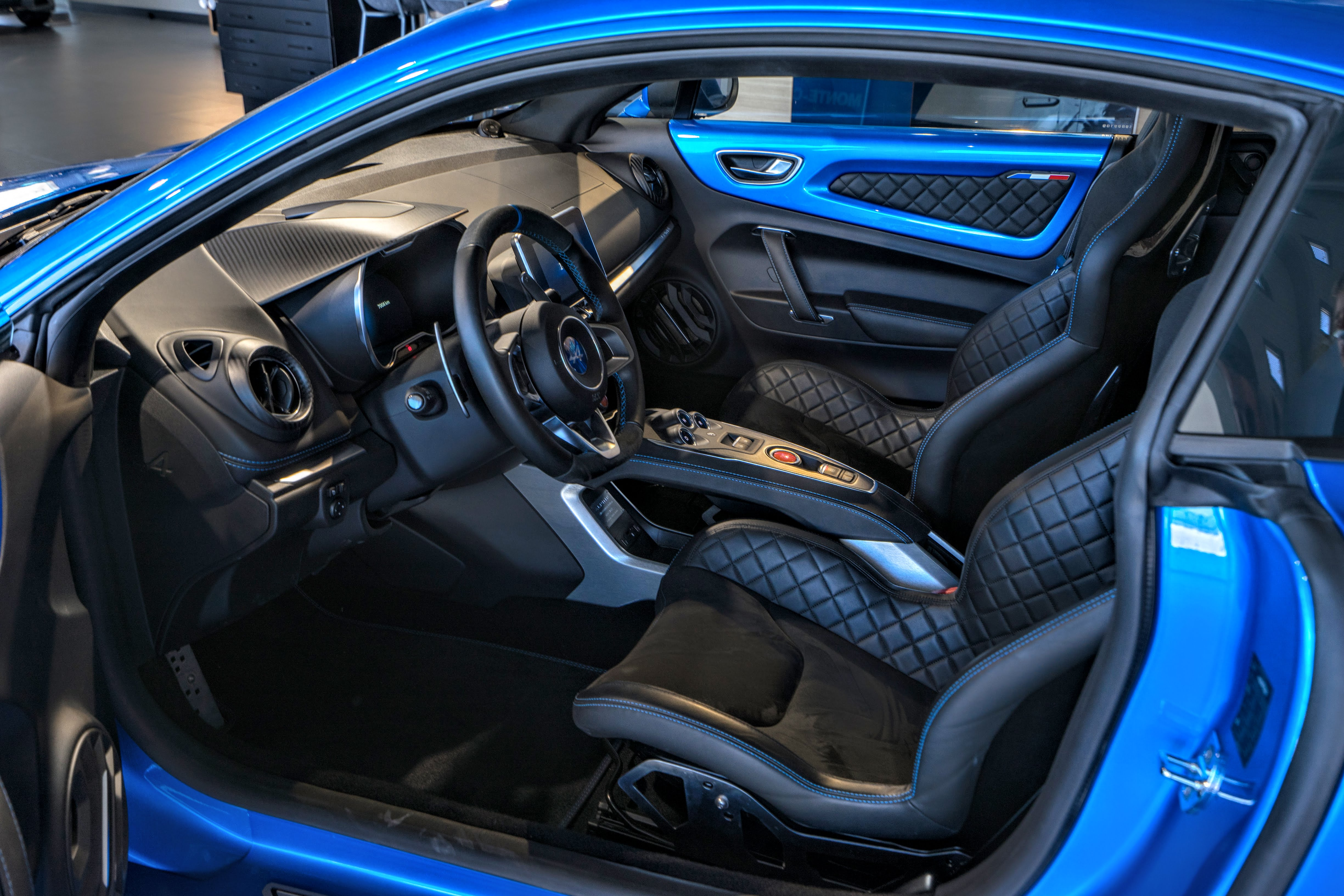
Alpine A110, interieur met de Sabelt kuipzetels
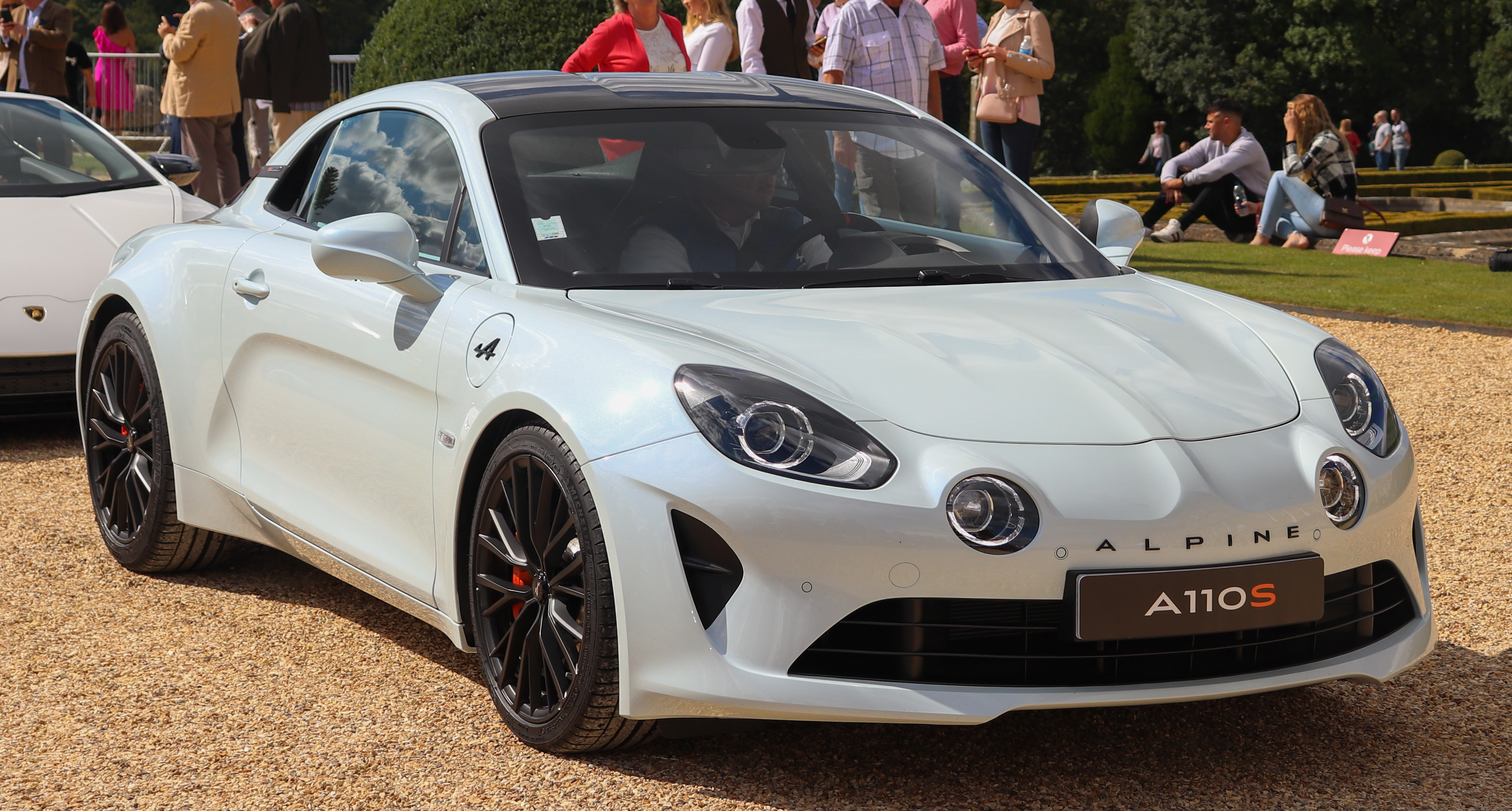
Alpine A110 S